# Straßenradsport-Weltmeisterschaften 1938
Die Straßenradsport-Weltmeisterschaften 1938 fanden am 3. und 5. September in Valkenburg in den Niederlanden statt. Wegen des Ausbruchs des Zweiten Weltkrieges im Jahr 1939 wurden anschließend die Weltmeisterschaften bis 1946 unterbrochen. 

## Renngeschehen
Die Berufsfahrer absolvierten eine Strecke von 273 Kilometern, auf der ein 1500 Meter langer Aufstieg zum Cauberg mit einer elfprozentigen Steigung zu bewältigen war. Schnellster mit 34,5 km/h war der knapp 24-jährige Belgier Marcel Kint, der sich den Weltmeisterschafts-Titel mit einem Spurt aus einer vierköpfigen Spitzengruppe sicherte. Von den 36 ins Rennen gegangenen Fahrern kamen nur acht Akteure ins Ziel. Unter den Ausgeschiedenen waren auch alle vier deutschen Fahrer. Bei den Amateuren, die 170 Kilometer zu fahren hatten, gewann der 25-jährige Hans Knecht aus der Schweiz vor seinem Landsmann Josef Wagner. Knecht bewältigte den WM-Kurs mit einem Stundenmittel von 34,9 Kilometern.

## Ergebnisse

### Profis
| Platz | Athlet            | Land | Zeit        |
| ----- | ----------------- | ---- | ----------- |
| 1     | Marcel Kint       | BEL  | 7:53:25 h   |
| 2     | Paul Egli         | SUI  | 7:53:25 h   |
| 3     | Leo Amberg        | SUI  | 7:53:25 h   |
| 4     | Piet van Nek      | NED  | + 0:11 min  |
| 5     | Edward Vissers    | BEL  | + 1:18 min  |
| 6     | François Neuville | BEL  | + 2:45 min  |
| 7     | Hans Martin       | SUI  | + 12:53 min |
| 8     | Arsène Mersch     | LUX  | + 12:53 min |

### Amateure
| Platz | Athlet        | Land | Zeit      |
| ----- | ------------- | ---- | --------- |
| 1     | Hans Knecht   | SUI  | 4:51:59 h |
| 2     | Josef Wagner  | SUI  | unbekannt |
| 3     | Joop Demmenie | NED  | unbekannt |